# هوهنیش
هوهنیش (به آلمانی: Hoheneich) یک منطقهٔ مسکونی در اتریش است که در ناحیه گموند واقع شده‌است. هوهنیش ۱٬۵۵۲ نفر جمعیت دارد.